# Rosario Petix
Rosario Petix es un actor y escritor italiano. Nació el 18 de septiembre de 1978 en Sicilia, Italia. A lo largo de su carrera, ha participado en diversas producciones cinematográficas, entre ellas Endless Dark, Paolo Borsellino, Adesso a Tocca me y Oltre la Bufera. Además, colaboró en la dirección de la película Dolcemente Complicate, estrenada en 2021.

## Educación
Cursó estudios de teatro de la escuela dramática U. Spadaro TSC, y ha completado su formación profesional participando en numerosos talleres y laboratorios de actuación en distintas ciudades de Italia.

## Filmografía

### Series de Televisión
| Año  | Serie                            | Episodios                |
| ---- | -------------------------------- | ------------------------ |
| 2018 | La Maffia Uccile solo d estate   | 1                        |
| 2018 | Il Cacciatore                    | 1                        |
| 2018 | Io sono libero                   | Película para televisión |
| 2016 | Romanzo Siciliano                | 3                        |
| 2016 | Felicia Impastato                | Película para televisión |
| 2015 | Il Comisario Rex                 | 1                        |
| 2012 | Squadra Antimaffia- Palermo Oggi | 1                        |
| 2011 | Distretto di polizia             | 1                        |
| 2008 | Il bambino della dominica        | 1                        |

### Selección de obras de teatro
| obra                  | Compañía                 | Año  | Director           |
| --------------------- | ------------------------ | ---- | ------------------ |
| Hamlet                | Steffano Francioni       | 2020 | F Taviani          |
| Il Berretio a Sonagli | Corte Arcana             | 2019 | F. Bellomo         |
| Carte False           | Prima Quinta             | 2018 | Aldo Rape          |
| Sogno Di una Notte    | Mezza State              | 2017 | Massimiliano Bruno |
| La Guerra Grande      | Laterza Editori          | 2015 | R. dI Maio         |
| Giulio Cesare         | Piccolo Teatro Di Milano | 2012 | C. Rifissi         |
| L Appartamento        | Schiavoni Produzioni     | 2011 | P.R. Castaldi      |